# Шишоу
Шишоу е град в провинция Хубей, Източноцентрален Китай. Разположен е на най-голямата китайска река Яндзъ в южната част на провинцията си. Населението му е 577 022 жители (2010 г.). Пощенският му код е 434400.